# Tall Aswad (Al-Hasaka)
Tall Aswad (arab. تل أسود) – wieś w Syrii, w muhafazie Al-Hasaka. W 2004 roku liczyła 725 mieszkańców.